# Ace of Base

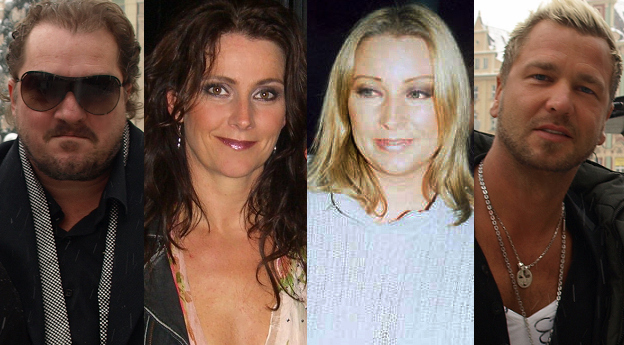
Bandmedlemmar 1992–2007: Jonas Berggren, Jenny Berggren, Malin Berggren och Ulf Ekberg.

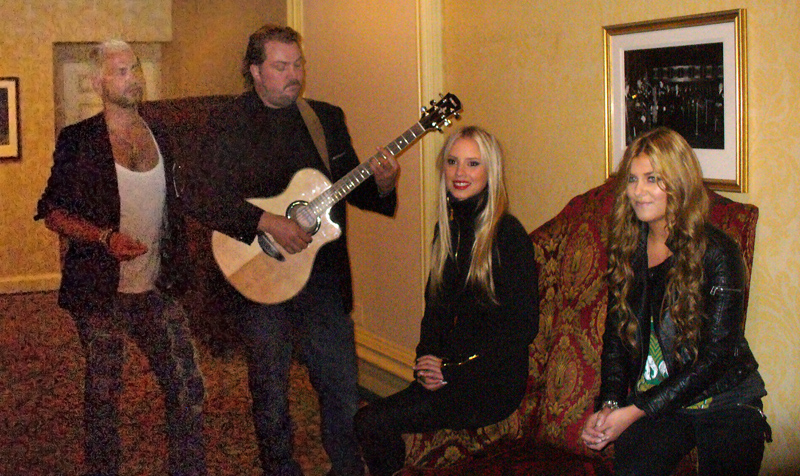
Ace.of.Base 2010 med Ulf Ekberg, Jonas Berggren, Julia Williamson och Clara Hagman

Ace of Base var en popgrupp från Göteborg. Den bildades ursprungligen under namnet Tech Noir år 1987 och innehöll från starten systrarna och frontfigurerna Malin "Linn" Berggren och Jenny Berggren samt deras bror Jonas "Joker" Berggren och Ulf "Buddha" Ekberg. Efter gruppens genombrott 1993 hade de under cirka tio års tid en mycket framgångsrik internationell skivkarriär. På senare år har de båda systrarna Berggren utträtt ur gruppen och ersatts av två andra sångerskor.

## Biografi
Gruppen slog igenom i början av 1993 med debutalbumet Happy Nation.  Under åren 1993-2002 släppte de fyra studioalbum vilka tillsammans sålde cirka 40 miljoner exemplar över hela världen. Detta gör dem till Sveriges tredje största musikgrupp genom tiderna, efter Abba och Roxette. 
Ace of Base är med sina 23 miljoner sålda album av Happy Nation med i Guinness Rekordbok i egenskap av ett av de allra mest sålda debutalbumen någonsin. År 1993 toppade de både Billboards singellista och albumlista i sex veckor med The Sign och sålde som enda icke-amerikanska band diamant med albumet. I USA nominerades Ace of Base till tre Grammy Awards, vann två American Music Awards samt två Billboard Awards. Happy Nation är det första debutalbumet som lyckats få tre av sina låtar att hamna på förstaplatsen på Billboards lista Mainstream Top 40: All That She Wants, The Sign och Don't Turn Around.
År 2007 meddelade gruppen att Malin Berggren valt att träda tillbaka från rampljuset och endast fungera som passiv medlem. Jenny Berggren, Jonas Berggren och Ulf Ekberg genomförde sedan, utan Malin Berggren, ett antal konserter åren 2007-2009 i Europa och Asien. Under turnén spelade de också in nya låtar som var tänkta till deras femte studioalbum. De fick dock inte något skivkontrakt med det låtmaterial som presenterades och Jenny Berggren fortsatte istället att arbeta med sitt eget solomaterial. Hon tillkännagav 2009 på sitt nystartade Twitter-konto att hon arbetade med nya låtar till sitt soloalbum.

### Namntvisten
År 2009 rekryterade Ekberg och Berggren två andra sångerskor vid namn Clara Hagman och Julia Williamson och började spela in låtar utan Jenny Berggren.
I november 2009 berättade Ulf Ekberg, "Vi är i studion nu och planerar att släppa ett album i början på nästa år. Det är praktiskt taget klart och vi förhandlar med olika skivbolag. Det är allt jag kan säga."  Det albumet visade sig vara ett där Jenny är utbytt mot de två yngre sångerskorna. 
När detta uppdagades för fansen uttalade sig både Jenny Berggren och Jonas Berggren, oberoende av varandra, och försäkrade att denna nya konstellation skulle få ett annat namn. Den nya konstellationen presenterade slutligen ett nytt namn: .Ace.of.Base., senare förkortat till Ace.of.Base.
På Ace.of.Bases hemsida använder den nya konstellationen både namnet Ace of Base och Ace.of.Base varvat och hävdar att Jenny Berggren har gått ur Ace of Base. Detta stämmer inte enligt Jenny Berggren. Hon har gjort flera uttalanden att hon aldrig har lämnat bandet. Tvärtom skulle alla fyra originalmedlemmar fortfarande vara bandmedlemmar och äga varumärket Ace of Base tillsammans. 
Beträffande namntvisten berättar Ulf Ekberg för Aftonbladet att han "inte ser något hinder att köra under namnet Ace Of Base trots att inte alla originalmedlemmar är med". Jenny Berggren har däremot tydligt uttryckt en önskan om att Ulf Ekberg och Jonas Berggren ska använda ett annat namn för sitt projekt och att hon inte har gått ur Ace of Base.
Jenny Berggren släppte sin självbiografi Vinna hela världen i september 2009. Den 13 oktober 2010 utgav hon sitt soloalbum My Story.

## Diskografi

### Album
| År   | Album                 | Alternativt namn              | Skivbolag               |
| ---- | --------------------- | ----------------------------- | ----------------------- |
| 1992 | "Happy Nation"        | The Sign                      | Mega Records/Playground |
| 1995 | "The Bridge"          | -                             | Mega Records/Playground |
| 1998 | "Flowers"             | -                             | Mega Records/Playground |
| 1998 | "Cruel Summer"        | -                             | Mega Records/Playground |
| 1999 | "Singles of the 90's" | -                             | Mega Records/Playground |
| 2002 | "Da Capo"             | -                             | Mega Records/Playground |
| 2010 | "The Golden Ratio"    | Under gruppnamnet Ace.of.Base | Playground              |
| 2015 | " Hidden Gems"        |                               | Playground              |

### Singlar
- Wheel of Fortune (1992)
- All that She Wants (1992)
- Happy Nation (1993)
- Waiting for Magic (1993)
- The Sign (1994)
- Don't Turn Around (1994)
- Living in Danger (1994)
- Lucky Love (1995)
- Beautiful Life (1995)
- Never Gonna Say I'm Sorry (1996)
- My dèja vu (1996)
- Life is a Flower (1998)
- Cruel Summer (1998)
- Travel to Romantis (1998)
- Always have always will (1999)
- Hallo Hallo (2000)
- Beautiful Morning (2002)
- Unspeakable (2002)

## A-Base covergrupp
Hösten 2014 lanserade skivbolaget Ninetone Records det nya svenska coverbandet A-Base, som består av fyra "tonårskopior" av de ursprungliga bandmedlemmarna i Ace of Base för att framträda internationellt med sina tolkningar av Ace of Base' musik. Det kan jämföras med gruppen A-Teens framträdanden med Abba-musik.

### Fotnoter
1. ↑  http://www.billboard.com/news/lady-gaga-makes-mainstream-top-40-history-1003992987.story#/news/lady-gaga-makes-mainstream-top-40-history-1003992987.story
2. ↑  Olausen, Tonny (November 2007), ”Vi Elsker Danmark [We Love Denmark]”, Se & Hør:  20–21
3. ↑  http://www.youtube.com/watch?v=GndnwUOJUVE
4. 1 2  http://marko-saavala.blogspot.com/2010/05/jenny-berggren-slingrar-sig.html
5. 1 2  http://twitter.com/jennyberggren/status/6206340746
6. ↑  http://www.youtube.com/watch?v=zxckegcJz8A
7. ↑  http://twitter.com/jennyberggren/status/2807627720
8. ↑  http://twitter.com/jennyberggren/status/5612233057
9. ↑  ”Arkiverade kopian”. Arkiverad från originalet den 6 oktober 2012. https://www.webcitation.org/6BDHYaNYu?url=http://arbetarbladet.se/noje/spellistan/1.2200616-clara-hagmans-spellista. Läst 4 oktober 2010.
10. 1 2  ”Arkiverade kopian”. Arkiverad från originalet den 6 oktober 2012. https://www.webcitation.org/6BDHcwxmr?url=http://www.aceboards.com/index.php?showtopic=8385. Läst 4 oktober 2010.
11. ↑  ”Arkiverade kopian”. Arkiverad från originalet den 6 oktober 2012. https://www.webcitation.org/6BDHidbi7?url=http://www.aceboards.com/index.php?showtopic=8401. Läst 4 oktober 2010.
12. ↑  ”Det är stora kläder att fylla ut”. Aftonbladet.se. http://www.aftonbladet.se/nojesbladet/tv/idol2009/article12112390.ab. Läst 29 juni 2011.
13. ↑  http://twitter.com/jennyberggren/status/7238010706
14. 1 2 3  ”Arkiverade kopian”. Arkiverad från originalet den 28 juli 2011. https://archive.is/20110728030423/http://www.tv4play.se/noje_och_humor/forkvall?videoId=1.1643333. Läst 9 april 2012.
15. ↑  ”Ace.Of.Base” (på engelska). The AceBoards. 4 juli 2010. https://www.tapatalk.com/groups/aobfr/ace-of-base-t8888.html.
16. ↑  http://www.facebook.com/aceofbase/posts/117459284973810
17. ↑  http://www.aceofbase-music.de/biography
18. ↑  http://twitter.com/jennyberggren/status/5612200582
19. ↑  http://twitter.com/jennyberggren/status/9753660548
20. ↑  http://www.facebook.com/permalink.php?story_fbid=110543982317036&id=349147288370
21. ↑  http://www.facebook.com/permalink.php?story_fbid=116101985084450&id=349147288370
22. ↑  http://www.aftonbladet.se/nojesbladet/musik/rockbjornen2010/article7429969.ab
23. ↑  http://twitter.com/jennyberggren
24. ↑  Aftonbladet 6 november 2014, "Ace of Base visste inget om nya ungdomsgruppen"